# Solliciteur général du Canada
Le solliciteur général du Canada est une ancienne fonction ministérielle, qui exista de 1892 à 2005, modelée sur une fonction similaire existant en Angleterre et dans le système britannique. Au début, le détenteur de ce poste n'était pas membre du Cabinet, mais il l'est devenu en 1917, lorsque son titulaire a commencé à prêter serment devant le Conseil privé et à assister aux réunions du Cabinet. 
En 1966, le poste a été modifié avec l'adoption d'une loi créant le poste ministériel de solliciteur général. Celui-ci était désormais responsable de l'administration du système pénitentiaire, de la Gendarmerie royale du Canada, de la Commission des libérations conditionnelles du Canada et des questions de sécurité interne. En 2003, cette fonction a été renommée ministre de la sécurité publique et le titre de solliciteur général a été officiellement aboli en 2005.

## Liste des solliciteurs généraux
|     | Titulaire                    | Premier ministre | Durée du mandat                        |
| --- | ---------------------------- | ---------------- | -------------------------------------- |
| 1.  | John Joseph Curran           | Thompson         | Décembre 5, 1892 – Décembre 12, 1894   |
| 1.  | John Joseph Curran           | Bowell           | Décembre 21, 1894 – Octobre 17, 1895   |
|     | vacant                       | Bowell           | Octobre 18, 1895 – Avril 27, 1896      |
| 2.  | Sir Charles Hibbert Tupper   | Tupper           | Mai 1, 1896 – Juillet 8, 1896          |
| 3.  | Charles Fitzpatrick          | Laurier          | Juillet 13, 1896 – Février 9, 1902     |
| 4.  | Henry George Carroll         | Laurier          | Février 10, 1902 – Janvier 28, 1904    |
| 5.  | Rodolphe Lemieux             | Laurier          | Janvier 29, 1904 – Juin 3, 1906        |
|     | vacant                       | Laurier          | Juin 4, 1906 – Février 13, 1907        |
| 6.  | Jacques Bureau               | Laurier          | Février 14, 1907 – Octobre 6, 1911     |
|     | vacant                       | Borden           | Octobre 10, 1911 – Juin 25, 1913       |
| 7.  | Arthur Meighen               | Borden           | Juin 26, 1913 – Octobre 1, 1915        |
| 7.  | Arthur Meighen               | Borden           | Octobre 2, 1915 – Août 24, 1917        |
| *   | Arthur Meighen (intérimaire) | Borden           | Août 31, 1917 – Octobre 3, 1917        |
| 8.  | Hugh Guthrie                 | Borden           | Octobre 4, 1917 – Juillet 4, 1919      |
| 8.  | Hugh Guthrie                 | Borden           | Juillet 5, 1919 – Juillet 10, 1920     |
| *   | Hugh Guthrie (intérimaire)   | Meighen          | Juillet 10, 1920 – Septembre 30, 1921  |
|     | Guillaume-André Fauteux      | Meighen          | Octobre 1, 1921 - Décembre 28, 1921    |
| 9.  | Daniel Duncan McKenzie       | King             | Décembre 29, 1921 – Avril 10, 1923     |
|     | vacant                       | King             | Avril 11, 1923 – Novembre 13, 1923     |
| 10. | Edward James McMurray        | King             | Novembre 14, 1923 – Mai 22, 1925       |
|     | vacant                       | King             | Mai 23, 1925 – Septembre 4, 1925       |
| 11. | Lucien Cannon*               | King             | Septembre 5, 1925 – Juin 28, 1926      |
|     | vacant                       | Meighen          | Juin 29, 1926 – Août 22, 1926          |
| 12. | Guillaume André Fauteux      | Meighen          | Août 23, 1926 – Septembre 25, 1926     |
|     | Lucien Cannon (seconde fois) | King             | Septembre 25, 1926 – Août 7, 1930      |
| 13. | Maurice Dupré                | Bennett          | Août 8, 1930 – Octobre 23, 1935        |
|     | vacant                       | King             | Octobre 25, 1935 – Avril 17, 1945      |
| 14. | Joseph Jean                  | King             | Avril 18, 1945 – Novembre 15, 1948     |
| 14. | Joseph Jean                  | St. Laurent      | Novembre 15, 1948 – Août 23, 1949      |
| 15. | Hugues Lapointe              | St. Laurent      | Août 25, 1949 – Août 6, 1950           |
| 16. | Stuart Sinclair Garson       | St. Laurent      | Août 7, 1950 – Octobre 14, 1952        |
| 17. | Ralph Osborne Campney        | St. Laurent      | Octobre 15, 1952 – Janvier 11, 1954    |
| 18. | William Ross Macdonald       | St. Laurent      | Janvier 12, 1954 – Juin 21, 1957       |
| 19. | Léon Balcer                  | Diefenbaker      | Juin 21, 1957 – Octobre 10, 1960       |
| 20. | William Joseph Browne        | Diefenbaker      | Octobre 11, 1957 – Août 9, 1962        |
|     | vacant                       | Diefenbaker      | Août 10, 1962 – Avril 22, 1963         |
| 21. | John Watson MacNaught        | Pearson          | Avril 22, 1963 – Juillet 6, 1965       |
| 22. | Lawrence Pennell             | Pearson          | Juillet 7, 1965 – Avril 20, 1968       |
| 23. | John Napier Turner           | Trudeau          | Avril 20, 1968 – Juillet 5, 1968       |
| 24. | George James McIlraith       | Trudeau          | Juillet 6, 1968 – Décembre 21, 1970    |
| 25. | Jean-Pierre Goyer            | Trudeau          | Décembre 22, 1970 – Novembre 26, 1972  |
| 26. | Warren Allmand               | Trudeau          | Novembre 27, 1972 – Septembre 13, 1976 |
| 27. | Francis Fox                  | Trudeau          | Septembre 14, 1976 – Janvier 27, 1978  |
| *   | Ron Basford (intérimaire)    | Trudeau          | Janvier 28, 1978 – Février 1, 1978     |
| 28. | Jean-Jacques Blais           | Trudeau          | Février 2, 1978 – Juin 3, 1979         |
| 29. | Allan Frederick Lawrence     | Clark            | Juin 4, 1979 – Mars 2, 1980            |
| 30. | Robert Phillip Kaplan        | Trudeau          | Mars 3, 1980 – Juin 29, 1984           |
| 30. | Robert Phillip Kaplan        | Turner           | Juin 30, 1984 – Septembre 16, 1984     |
| 31. | Elmer MacKay                 | Mulroney         | Septembre 17, 1984 – Août 19, 1985     |
| 32. | Perrin Beatty                | Mulroney         | Août 20, 1985 – Juin 29, 1986          |
| 33. | James Kelleher               | Mulroney         | Juin 30, 1986 – Décembre 7, 1988       |
| *   | Perrin Beatty (intérimaire)  | Mulroney         | Décembre 8, 1988 – Janvier 29, 1989    |
| 34. | Pierre Blais                 | Mulroney         | Janvier 30, 1989 – Février 22, 1990    |
| 35. | Pierre Cadieux               | Mulroney         | Février 23, 1990 – Avril 20, 1991      |
| 36. | Doug Lewis                   | Mulroney         | Avril 21, 1991 – Janvier 3, 1993       |
| 36. | Doug Lewis                   | Campbell         | Juin 24, 1993 – Novembre 3, 1993       |
| 37. | Herb Gray                    | Chrétien         | Novembre 4, 1993 – Juin 10, 1997       |
| 38. | Andy Scott                   | Chrétien         | Juin 11, 1997 – Novembre 23, 1998      |
| 39. | Lawrence MacAulay            | Chrétien         | Novembre 23, 1998 – Octobre 22, 2002   |
| 40. | Wayne Easter                 | Chrétien         | Octobre 22, 2002 – Décembre 11, 2003   |
| 41. | Anne McLellan                | Martin           | Décembre 12, 2003 – Mars 23, 2005      |